# 牧田旦
牧田 旦（まきた あき、1992年2月21日 - ）は、ジャパンラグビーリーグワンリコーブラックラムズ東京に所属するラグビーユニオン選手。

## プロフィール
- 神奈川県藤沢市出身。
- ポジションはセンター(CTB)、フルバック(FB)。
- 身長 182 cm、体重 86 kg
- ニックネームはまきた、ペレーら。
- 神奈川県ラグビースクール大会の西軍に選ばれたことがある[1]

## 略歴
小学1年生からラグビーを始めた。
2010年、湘南工科大附属高校卒業後、帝京大学に入る。
2014年、帝京大学卒業後、リコーブラックラムズ(現・リコーブラックラムズ東京)に加入。なお同年には日本代表の育成選手に選ばれた。また同年9月13日に行われたジャパンラグビートップリーグ第4節のサントリーサンゴリアス戦に先発出場で公式戦初出場を果たす。